# 中國文化大學工學院
中國文化大學工學院（英語：Chinese Culture University College of Engineering），是中國文化大學十三學院之一，創立於1980年。其設有五學系——化學工程與材料工程學系、電機工程學系、機械工程學系、紡織工程學系、資訊工程系；二研究所——化學工程與材料工程學系奈米材料研究所、機械工程學系數位機電研究所。

## 學院沿革
- 1965年:中國文化學院成立造紙及陶業專修科與三年制印刷工業專修科。
- 1967年:造紙及陶業專修科更名化學工程學系，分設造紙及陶業兩組。
- 1968年:印刷工業專修科更名印刷工程學系。
- 1972年:成立電機工程學系。同年設立造紙印刷研究所。
- 1973年:設立機械工程學系。
- 1983年:設立資訊科學系。
- 1985年:原農學院蠶絲系擴大成立為紡織工程學系，改隸於工學院。
- 1993年:印刷工程學系改組資訊傳播學系，改隸新聞暨傳播學院。正式脫離工學院。
- 1998年:造紙印刷研究所更名為材料科學與製造研究所，隨後並脫離化工系獨立。
- 2004年:資訊科學系增設兩班。
- 2009年:系所合一並更名為化學工程與材料工程學系。
- 2011年:電機工程學系增設兩班。
- 2012年:資訊科學系更名資訊工程學系。

## 歷任院長
- 鄭嘉武（1980年8月1日-1983年6月30日）
- 殷富（1983年7月1日-1986年6月30日）
- 陳靖宇（1986年7月1日-1989年6月30日）
- 殷富（1989年7月1日-1990年7月31日）
- 翁通楹（1990年8月1日-1993年7月31日）
- 劉鼎獄（1993年8月1日-1997年7月31日）
- 李豐明（1997年8月1日-2005年9月25日）
- 邢文灝（2005年10月11日-2006年7月31日）
- 陳義揚（2006年8月1日-2011年7月31日）
- 陳景祥（2011年8月1日-迄今）

## 學系
| 工學院系所 College of Engineering Departments | 化學工程與材料工程學系（页面存档备份，存于） | 化學工程與材料工程學系碩士班（页面存档备份，存于） |
| 工學院系所 College of Engineering Departments | 電機工程學系（页面存档备份，存于）           | 電機工程學系數位電機碩士班（页面存档备份，存于）   |
| 工學院系所 College of Engineering Departments | 機械工程學系（页面存档备份，存于）           | 紡織工程學系（页面存档备份，存于）                 |
| 工學院系所 College of Engineering Departments | 資訊工程學系（页面存档备份，存于）           | 資訊工程學系碩士班（页面存档备份，存于）           |

## 發展目標
教育理念 
- 「創新、實踐、堅毅、人本」

教育方針
- 「資訊化、國際化、人性化」

目標
- 「全人教育、科技興國、學以致用」

教育 
- （一）以材料所、化材系及紡織系為主，培養具備材料科學、奈米科技、生物科技及纖維材料等專業知能的科技人才。

- （二）以機電所、電機系、機械系及資工系為主，培養具備精密機電、電子通訊、設計製造及資訊科技等專業知能的科技人才。